# Wereldkampioenschap voetbal 2006/Groep A
Deze pagina beschrijft de uitslagen van de gespeelde wedstrijden in groep A van het Wereldkampioenschap voetbal 2006.

## Groep A
Na het teleurstellende EK van 2004 stapte Rudi Völler op als coach van het Duitse team en was het moeilijk een opvolger te vinden. Uiteindelijk werd zijn voormalige teamgenoot in de aanval - maar als coach onervaren - Jurgen Klinsmann de trainer, Joachim Löw diens assistent. De oefencampagne viel tegen,  met nederlagen tegen Slowakije en Turkije. Vlak voor het WK leed Duitsland een kansloze nederlaag tegen Italië. De kritiek op Kinsmann was niet mals, de voetbalbond bleef hem steunen. Opmerkelijkste ingreep van Klinsmann was het passeren van doelman Oliver Kahn ten gunste van de eeuwige reserve Jens Lehmann. De heren stonden niet bekend als vrienden en heel Duitsland hield zijn adem in.
Voor de eerste keer sinds 1970 was niet de wedstrijd van de regerende wereldkampioen de openingswedstrijd, maar die van het organiserende land.. Opvallend doelpuntrijk was de wedstrijd. Vielen in de afgelopen WK's weinig doelpunten in openingswedstrijden, nu vielen er zes. In de eerste wedstrijd tegen Costa Rica speelde Duitsland aanvallend veel sterker dan verdedigend en won met 4-2. Hoogtepunt was een afstandsschot van Torsten Frings. De andere favoriet in deze groep, Polen blameerde zich door met 2-0 van Ecuador te verliezen. Polen had een veldoverwicht, maar kon tot de ultieme slotfase (twee schoten op de paal) weinig uitrichten, Ecuador was in de tegenstoot gevaarlijker.

In de wedstrijd tegen Duitsland herstelde Polen zich qua veldspel en creëerde net als Duitsland veel kansen. Na twee keer geel van Radosław Sobolewski in de 75e minuut was het alleen nog maar eenrichtingsverkeer richting het Poolse doel, uiteindelijk capituleerde de uitblinkende doelman Artur Boruc in de blessure-tijd door een doelpunt van invaller Oliver Neuville. Na het WK werd de Poolse coach Paweł Janas ontslagen. Duitsland en Ecuador plaatsten zich probleemloos voor de achtste finales, Duitsland ging per wedstrijd beter spelen en werd groepswinnaar na een 3-0 zege op Ecuador.
| Land       | Wed | Win | Gel | Ver | DV | DT | +/− | Pnt |
| ---------- | --- | --- | --- | --- | -- | -- | --- | --- |
| Duitsland  | 3   | 3   | 0   | 0   | 8  | 2  | 6   | 9   |
| Ecuador    | 3   | 2   | 0   | 1   | 5  | 3  | 2   | 6   |
| Polen      | 3   | 1   | 0   | 2   | 2  | 4  | –2  | 3   |
| Costa Rica | 3   | 0   | 0   | 3   | 3  | 9  | –6  | 0   |

|                                              |                                   |       |                   |                                                                              |
| 9 juni 2006 «onderlinge duels» 18:00 (UTC+2) | Duitsland                         | 4 – 2 | Costa Rica        | Allianz Arena, München Toeschouwers: 66.000 Scheidsrechter: Horacio Elizondo |
| 9 juni 2006 «onderlinge duels» 18:00 (UTC+2) | Lahm 6' Klose 17', 61' Frings 87' |       | 12', 73' Wanchope | Allianz Arena, München Toeschouwers: 66.000 Scheidsrechter: Horacio Elizondo |

|                                              |       |                            |         |                                                                                 |
| 9 juni 2006 «onderlinge duels» 21:00 (UTC+2) | Polen | 0 – 2                      | Ecuador | Veltins-Arena, Gelsenkirchen Toeschouwers: 65.000 Scheidsrechter: Toru Kamikawa |
| 9 juni 2006 «onderlinge duels» 21:00 (UTC+2) |       | 24' C. Tenorio 81' Delgado |         | Veltins-Arena, Gelsenkirchen Toeschouwers: 65.000 Scheidsrechter: Toru Kamikawa |

|                                               |                |       |       |                                                                                        |
| 14 juni 2006 «onderlinge duels» 21:00 (UTC+2) | Duitsland      | 1 – 0 | Polen | Signal Iduna Park, Dortmund Toeschouwers: 65.000 Scheidsrechter: Luis Medina Cantalejo |
| 14 juni 2006 «onderlinge duels» 21:00 (UTC+2) | Neuville 90+1' |       |       | Signal Iduna Park, Dortmund Toeschouwers: 65.000 Scheidsrechter: Luis Medina Cantalejo |

|                                               |                                          |       |            |                                                                             |
| 15 juni 2006 «onderlinge duels» 15:00 (UTC+2) | Ecuador                                  | 3 – 0 | Costa Rica | Volksparkstadion, Hamburg Toeschouwers: 50.000 Scheidsrechter: Coffi Codjia |
| 15 juni 2006 «onderlinge duels» 15:00 (UTC+2) | C. Tenorio 8' Delgado 54' Kaviedes 90+2' |       |            | Volksparkstadion, Hamburg Toeschouwers: 50.000 Scheidsrechter: Coffi Codjia |

|                                               |         |                            |           |                                                                              |
| 20 juni 2006 «onderlinge duels» 16:00 (UTC+2) | Ecuador | 0 – 3                      | Duitsland | Olympiastadion, Berlijn Toeschouwers: 72.000 Scheidsrechter: Valentin Ivanov |
| 20 juni 2006 «onderlinge duels» 16:00 (UTC+2) |         | 4', 44' Klose 57' Podolski |           | Olympiastadion, Berlijn Toeschouwers: 72.000 Scheidsrechter: Valentin Ivanov |

|                                               |            |       |                  |                                                                         |
| 20 juni 2006 «onderlinge duels» 16:00 (UTC+2) | Costa Rica | 1 – 2 | Polen            | AWD-Arena, Hannover Toeschouwers: 43.000 Scheidsrechter: Shamsul Maidin |
| 20 juni 2006 «onderlinge duels» 16:00 (UTC+2) | Gómez 25'  |       | 33', 66' Bosacki | AWD-Arena, Hannover Toeschouwers: 43.000 Scheidsrechter: Shamsul Maidin |

## Overzicht van wedstrijden
| Groepswedstrijden | | | |
| Groep A | Groep B | Groep C | Groep D |
| Duitsland - Costa Rica Polen - Ecuador Duitsland - Polen Ecuador - Costa Rica Ecuador - Duitsland Costa Rica - Polen             | Engeland - Paraguay Trinidad en Tobago - Zweden Engeland - Trinidad en Tobago Zweden - Paraguay Zweden - Engeland Paraguay - Trinidad en Tobago | Argentinië - Ivoorkust Servië en Montenegro - Nederland Argentinië - Servië en Montenegro Nederland - Ivoorkust Nederland - Argentinië Ivoorkust - Servië en Montenegro | Mexico - Iran Angola - Portugal Mexico - Angola Portugal - Iran Portugal - Mexico Iran - Angola                               |
| Groep E | Groep F | Groep G | Groep H |
| Italië - Ghana Verenigde Staten - Tsjechië Italië - Verenigde Staten Tsjechië - Ghana Tsjechië - Italië Ghana - Verenigde Staten | Australië - Japan Brazilië - Kroatië Brazilië - Australië Japan - Kroatië Japan - Brazilië Kroatië - Australië                                  | Frankrijk - Zwitserland Zuid-Korea - Togo Frankrijk - Zuid-Korea Togo - Zwitserland Togo - Frankrijk Zwitserland - Zuid-Korea                                           | Spanje - Oekraïne Tunesië - Saoedi-Arabië Spanje - Tunesië Saoedi-Arabië - Oekraïne Saoedi-Arabië - Spanje Oekraïne - Tunesië |
| Achtste finales | | | |
| Duitsland - Zweden Argentinië - Mexico                                                                                           | Italië - Australië Zwitserland - Oekraïne | Engeland - Ecuador Portugal - Nederland | Brazilië - Ghana Spanje - Frankrijk                                                                                           |
| Kwartfinales | | | |
| Duitsland - Argentinië | Italië - Oekraïne | Engeland - Portugal | Brazilië - Frankrijk |
| Halve finales | | | |
| Duitsland - Italië | Duitsland - Italië | Portugal - Frankrijk | Portugal - Frankrijk |
| Troostfinale | | | |
| Duitsland - Portugal | | | |
| Finale | | | |
| Italië - Frankrijk | | | |